# HD 106321
HD 106321 (D Centauri) é uma estrela binária na constelação de Centaurus. Com uma magnitude aparente visual combinada de 5,31, pode ser vista a olho nu em boas condições de visualização. Medições de paralaxe pelo satélite Hipparcos mostraram que está a uma distância de aproximadamente 610 anos-luz (190 parsecs) da Terra. É composta por duas estrelas gigantes de classe K com tipos espectrais de K4IIIab e K2IIIb e magnitudes aparentes de 5,62 e 6,81. O componente primário tem um diâmetro angular medido em 2,20 ± 0,03 milissegundos de arco, o que corresponde a um raio de 41 vezes o raio solar. As duas estrelas estão separadas por 2,793 segundos de arco.